# 제사해 운동
제사해 운동(除四害運動, 영어: Four Pests campaign) 또는 타마작 운동(打麻雀運動, 영어: smash sparrows campaign) 혹은 참새 죽이기 운동(消滅麻雀運動, 영어: eliminate sparrows campaign)은 대약진 운동의 첫 번째 단계로서 1958년부터 1962년까지 장려된 정책이다.
‘제사해’란 “네 가지 해충을 제거한다”라는 뜻으로, 그 네 가지 해충은 들쥐, 파리, 모기, 그리고 참새였다. 이 정책의 결과 중국 참새의 멸종으로 인해 생태학적 균형이 무너졌고, 농업해충이 창궐하였다.

## 진행
이 정책은 애초 마오쩌둥이 1958년에 들고 나온 위생 운동이었는데, 마오는 모기, 파리, 들쥐, 그리고 참새를 멸종시켜야 하는 필요성을 역설했다. 참새, 엄밀히 말해 유라시아나무참새가 해충으로 언급된 이유는 참새가 곡식 낟알을 먹으며 인민에게서 그들의 노동의 결실을 도둑질하기 때문이라는 것이었다. 중국 대중들은 새를 뿌리뽑는 데 동원되었고, 새가 땅에 내려앉지 못하고 계속 하늘을 날다가 지쳐 죽게 만들기 위해 냄비와 후라이팬, 북을 두드리며 스트레스를 가했다. 참새 둥지가 허물어졌고, 알은 깨뜨려졌고, 새끼새들은 살해당했다. 어른 새들은 하늘을 날던 도중에 총에 맞고 떨어졌다. 이런 조직적 새잡이의 결과 중국의 새들은 멸종 직전까지 내몰렸다. 학교, 작업반, 정부 기관마다 죽인 새의 부피에 따라 비물질적인 상과 표창이 주어졌다.

## 결과
1960년 4월이 되어서야 중국 공산당 지도부는 참새가 곡식만 먹는 것이 아니라 대량의 해충도 잡아먹는다는 것을 깨달았다. 제사해 운동의 결과 쌀 생산량은 늘어나기는커녕 급락했다. 그러자 마오는 ‘네 가지 해충’에서 참새를 슬쩍 빼고 대신 바퀴벌레를 집어넣었다. 그러나 때는 이미 너무 늦었다. 천적인 참새가 없어지자 메뚜기 개체수가 급격하게 폭발적으로 증가했고, 이 메뚜기 떼가 중국 전역을 뒤덮으며 대약진 운동의 벌목 및 살충용 독극물 오남용으로 이미 난장판이 된 중국 생태계를 초토화시켰다. 생태학적 불균형은 3년 대기근을 촉발시켰고, 4천 만 명 이상의 인민들이 굶어 죽었다. 결국 중국 공산당 지도부는 소련 서기장 니키타 흐루쇼프에게 빌어 참새를 공수해 올 수밖에 없었다.

## 같이 보기
- 에뮤 전쟁